# 송민영
송민영(1989년 12월 20일 ~ )은 대한민국의 골프 선수이다.

## 수상
- 2010년 LPGA 퓨처스투어 프라이스 초퍼 투어챔피언십 준우승